# Bárbara Heliodora
Bárbara Heliodora Guilhermina da Silveira (São João del-Rei, 3 de dezembro de 1759 — São Gonçalo da Campanha, termo da Vila de Campanha, 24 de maio de 1819) foi uma poetisa, mineradora e ativista política brasileira.

## Nascimento
Natural de São João del-Rei, Heliodora nasceu em 3 de dezembro de 1759. Pertencia à uma família aristocrata, sendo filha de José da Silveira e Sousa e Maria Josefa Bueno da Cunha. Para alguns estudiosos, era descendente de uma das famílias paulistas mais ilustres: a de Amador Bueno, o aclamado.

## Casamento
Era casada com o Inconfidente Alvarenga Peixoto. Na realidade, Alvarenga Peixoto e Bárbara Heliodora viveram juntos por algum tempo, e só se casaram, por portaria do Bispo de Mariana, em 22 de dezembro de 1781, quando Maria Ifigênia, filha do casal, já contava três anos de idade. Desta união ainda nasceram mais três filhos: José Eleutério, João Damasceno (que mais tarde seria chamado de João Evangelista) e Tristão Antônio. Em virtude de seu casamento com Alvarenga, e sua instantânea participação no movimento Inconfidente, Bárbara ganhou o título de "Heroína da Inconfidência Mineira".
Perdeu Maria Ifigênia, sua filha mais velha, quando esta ainda tinha 13 anos de idade, e sofrera uma violenta queda de cavalo que causara sua morte, em virtude da viagem de volta de Campanha da Princesa para São Gonçalo do Sapucaí.

## Participação da Inconfidência
Para o escritor Aureliano Leite em sua obra "A Vida Heroica de Barbara Heliodora", "ela foi a estrela do norte que soube guiar a vida do marido, foi ela que lhe acalentou o seu sonho da inconfidência do Brasil; ... quando ele, em certo instante, quis fraquejar, foi Bárbara que o fez reaprumar-se na aventura patriótica. Disso e do mais que ela sofreu com alta dignidade, fez com que a posteridade lhe desse o tratamento de Heroína da Inconfidência". Por ser esposa de um dos principais mentores do levante, presume-se que Bárbara também atuara na conjuração. Acredita-se que algumas reuniões tenham se dado na casa de Alvarenga, tão logo se imagina a participação da poetisa. Nos interrogatórios dos Autos da Devassa da Inconfidência Mineira se nota que os réus, em seus depoimentos, visavam resguardar suas esposas ou companheiras nas delações. Por isso não há prova histórica de sua participação no movimento. No entanto, se houve de fato participação de Bárbara no episódio da Inconfidência, torna-se Heliodora a primeira mulher no Brasil a participar de um movimento político.

## Pós-Inconfidência

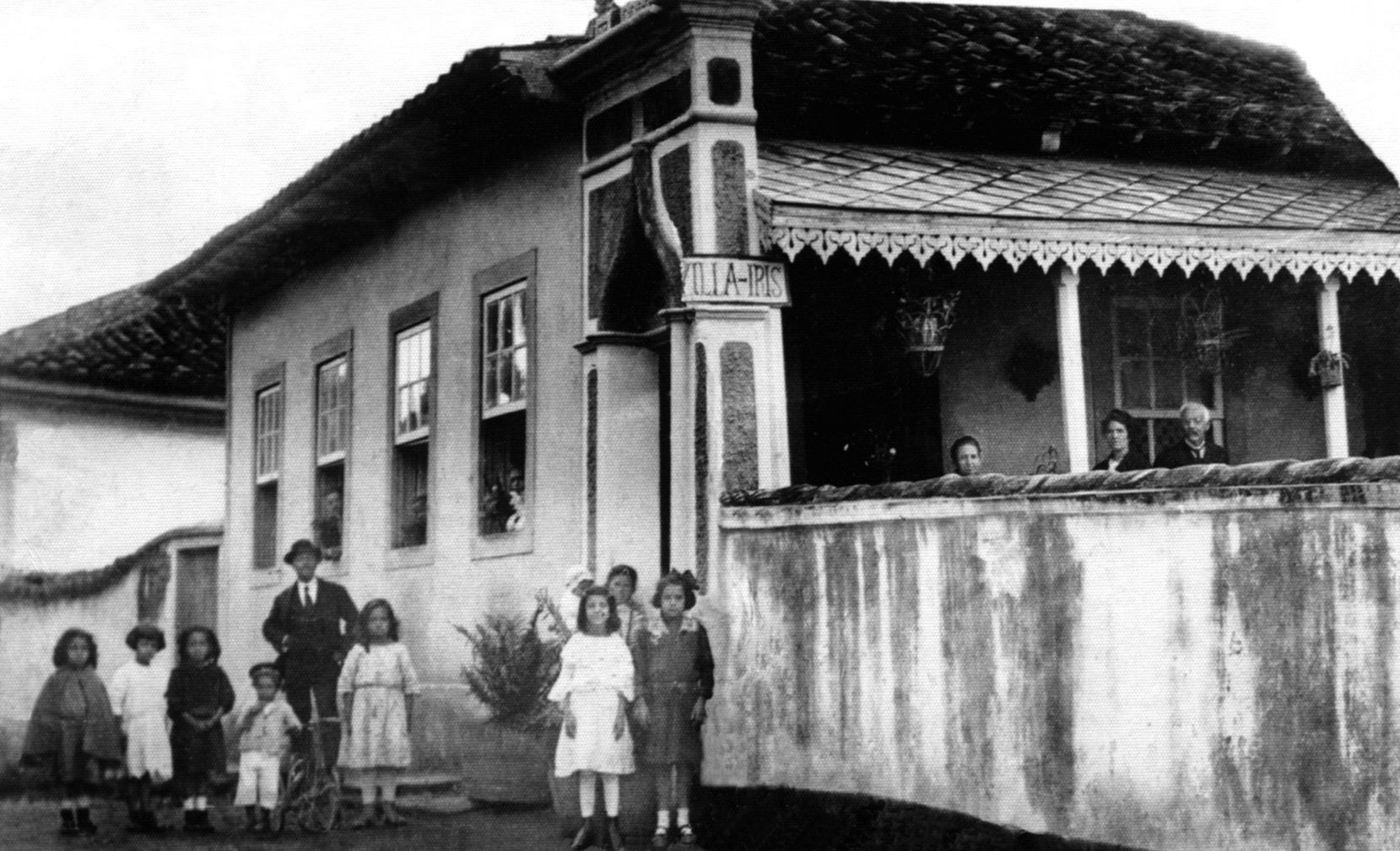
Casa onde Bárbara Heliodora viveu seus últimos anos, em São Gonçalo do Sapucaí

Alguns anos depois, com a descoberta do movimento Inconfidente, Alvarenga Peixoto foi preso, sentenciado e declarado infame pela Coroa Portuguesa. Seus bens foram confiscados. Foi degredado para Ambaca, em Angola, na África, onde viera a falecer. A partir de então, Bárbara viria a morar com seus filhos e uma irmã.
Essas duas perdas foram umas das teorias usadas como motivo para atestar a suposta demência de Bárbara Heliodora. A poetisa viveu na vila de Campanha da Princesa, entre sua sede e o arraial de São Gonçalo.

### Teoria da demência
O capitão-de-mar e guerra Alberto Carlos da Rocha, no artigo publicado (sob as iniciais A.C.R.) em 11 de outubro de 1931, no periódico A Opinião de S. Gonçalo do Sapucaí, explica as razões da decretação da demência de Bárbara: com o propósito de se livrar da ameaça de sequestro e execução, ela "vendeu", por escritura de 27 de julho de 1809, os bens que ainda lhe restavam ao seu filho José Eleutério de Alvarenga. Ora, tal manobra, ao que parece, prejudicava a Fazenda Real; para que fosse anulada a citada escritura, Heliodora foi declarada demente.

### Morte
Bárbara viveu seus últimos anos na vila sul-mineira de Campanha da Princesa, na localidade e atual município de São Gonçalo do Sapucaí, onde mantinha propriedades com atuação na mineração e agricultura, comandadas em sociedade com seu compadre João Rodrigues de Macedo. Alvarenga Peixoto, esposo de Bárbara, era muito amigo do contratador Macedo, tendo a amizade se estendido a Bárbara após degredo e morte do inconfidente.
Quando do sequestro de seus bens pela Coroa, Bárbara declarou aos oficiais ser casada em regime de comunhão de bens, de modo que conseguiu alienação apenas de uma parte de seus bens. A pedido de Bárbara, Macedo arrematou em leilão a outra metade, pertencente a Alvarenga, e devolvido a Bárbara Heliodora. Ela seguiu nas atividades de agricultura e mineração até sua morte.
Bárbara morreu em São Gonçalo do Sapucaí no dia 24 de maio de 1819, sendo sepultada na Igreja Matriz da cidade, "das grades para cima".
A certidão de óbito informa que Bárbara faleceu de tísica (tuberculose), e recebeu todos os sacramentos, foi envolta no hábito de Nossa Senhora do Carmo e acompanhada até a sepultura por nove sacerdotes que lhe fizeram ofício de nove lições e missa de corpo presente. Em meados da década de 1920 seus ossos foram trasladados para o cemitério local e ali enterrados em vala comum, sendo que o paradeiro de seus restos mortais até hoje é considerado incerto.

## Obra
A produção literária de Bárbara Heliodora é bastante reduzida e controvertida. A ela são atribuídos os poemas Conselhos a meus filhos e um soneto dedicado a Maria Ifigênia, mas nem todos os estudiosos são unânimes nesta atribuição. Se de fato a autoria de tais escritos de Bárbara for historicamente comprovada, isso faz da esposa de Alvarenga Peixoto a primeira poetisa do Brasil.

## Representações na cultura

### Na literatura
- Inspirado em Bárbara Heliodora é o poema intitulado Romance LXXV ou De Dona Bárbara Eliodora, que integra o Romanceiro da Inconfidência de Cecília Meireles.
- Inspirou a personagem principal no romance histórico A dança da serpente (1996), de Sebastião Martins. A obra trata do relacionamento entre Alvarenga e Heliodora, e a participação da última na Inconfidência Mineira.[12]

### Na produção audiovisual
- Bárbara Heliodora já foi retratada como personagem no cinema, interpretada por Carmen Santos no filme Inconfidência Mineira.
- Personagem principal no curta-metragem "Bárbara Heliodora", de 1997, sendo interpretada pela atriz Tamara Taxman.
- Também no cinema, no filme Tiradentes, interpretada por Adriana Esteves.
- Na televisão, Nathália Thimberg foi sua intérprete na novela Dez Vidas, da TV Excelsior, em 1969.

### No teatro
- No teatro, foi interpretada pelo ator e cineasta varginhense Marcelo Rezende, em seu monólogo "Bárbara Heliodora".

### Na música
- Na música, Almeida Prado compôs a sua "Lira de Dona Bárbara Heliodora, cantata colonial para soprano, barítono (ou tenor), coro misto & orquestra" no ano de 1987, durante o 19º Festival de Inverno de São João del Rey.